# Статистическа класификация
Статистическа класификация е вид статистически алгоритъм, който взима репрезентация на белезите на обекти/концепти и ги свързва с класификационни етикети. Такъв класификационен алгоритъм е проектиран да научава (да прави оценка на поведението на) функция, която поставя вектор от белези {\displaystyle [X_{1},X_{2},\cdots ,X_{n}]} в един от множество класове, като разглежда редица входно-изходни примери на функцията.